# Nederlandse Vereniging van Dierentuinen
Die Nederlandse Vereniging van Dierentuinen (NVD) ist der Dachverband der größten Zoos in den Niederlanden. Er wurde im Jahr 1966 gegründet und ist Mitglied des EAZA sowie des IUCN Niederlande. Kleinere Zoos und Tierparks – teilweise auch aus dem Grenzgebiet zu Deutschland – sind Mitglied von Dier en Park, einer anderen niederländischen Zooorganisation.

## Ziele
Neben dem Schutz der Natur sind Bildung, Forschung und Erholung einige der Hauptziele des Verbandes. Gleichzeitig fördert der Verband die nationale Zusammenarbeit der angeschlossenen 13 Zoos. International wurden 2009 rund 300 Projekte durch den NVD koordiniert und vorangetrieben.

## Angeschlossene Zoos und Aquarien
Dem NVD sind die größeren niederländischen Zoos, und Aquarien angeschlossen. Dazu gehören derzeit (2020):
- Apenheul in Apeldoorn
- AquaZoo Friesland in Leeuwarden
- Artis in Amsterdam
- Vogelpark Avifauna in Alphen aan den Rijn
- Burgers’ Zoo in Arnheim
- DierenPark  Amersfoort im Westen von Amersfoort
- Dierenrijk in der Nähe von Eindhoven
- Diergaarde Blijdorp in Rotterdam
- Gaiazoo in Kerkrade
- Ouwehands Dierenpark in Rhenen
- Safaripark Beekse Bergen zwischen Tilburg und Hilvarenbeek
- Wildlands in Emmen
- ZooParc Overloon bei Overloon

Ehemaliges Mitglied der Vereinigung ist der Dierenpark Wissel in Wissel. Auch das Dolfinarium Harderwijk, das einzige Delphinarium in den Niederlanden, schied 2019 aus der Vereinigung aus, da es sich eher als Freizeit- denn als Tierpark mit entsprechend anderer Zielsetzung betrachtet.